# Вулиця Леоніда Бикова (Харків)
Ву́лиця Леоніда Бикова (до 20 листопада 2015 вулиця Павла Дибенка) — вулиця у Салтівському районі міста Харкова. Розташована між берегом річки Немишля та закінчується на розі з провулком Олега Гуцола. Нумерація будинків ведеться від Немишлі.

## Походження назви
До 20 листопада 2015 року носила назву вулиця Павла Дибенка, на честь однойменного більшовицького діяча. В межах кампанії з декомунізації названа на честь українського радянського актора, режисера і сценариста Леоніда Бикова.

## Опис вулиці
Довжина вулиці — 1 293 метра. Покриття вулиці — асфальт. Починається біля річки Немишля і закінчується на розі з Адигейським провулком. Напрям — з півдня на північ.
Від початку вулицю перетинає вулиця Маршала Батицького (після будинку № 3), вулиця Ахієзерів (після будинку № 9), провулок Леоніда Бикова (після будинку № 15), Барвінківська вулиця (після будинку № 21), Брестська вулиця (після будинку № 21а), Вовчанська вулиця (після будинку № 29), Салтівське шосе (після будинку № 33), вулиця Івана Камишева (після будинку № 43).
Автомобільний рух — по одній смузі у кожну сторону. Дорожня розмітка — відсутня. Світлофорів немає. Тротуари є з обох сторін вулиці між Салтівським шосе та вулицею Івана Камишева. На інших ділянках вулиці тротуари бувають не часто.
Забудова переважно різноповерхова.
Заклади комерції на вулиці відсутня.

## Транспорт
Безпосередньо по вулиці громадський транспорт не ходить.

### Трамвай
- Маршрут № 6 (Південний Вокзал-602-й мікрорайон) — зупинка Проспект Льва Ландау знаходиться за 130 метрів від початку вулиці на розі Салтівського шосе та вул. Фісановича.
- Маршрут № 8 (Вул. Одеська-602-й мікрорайон) — зупинка Проспект Льва Ландау знаходиться за 130 метрів від початку вулиці на розі Салтівського шосе та вул. Фісановича.
- Маршрут № 16 та 16а (Салтівська-Салтівська) — зупинка Вулиця Івана Камишева знаходиться за 1 190 метрів на вулиці Академіка Павлова біля початку парку Пам'яті.
- Маршрут № 27 (Салтівська-Новожанове) — зупинка Вулиця Івана Камишева знаходиться за 1 190 метрів на вулиці Академіка Павлова біля початку парку Пам'яті.

### Тролейбус
- Маршрут № 19 (602-й мікрорайон-вул. Одеська) — зупинка Салтівське шосе знаходиться за 220 метрів на розі Салтівського шосе та Проспектом Льва Ландау.
- Маршрут № 20 (Ст. метро «Турбоатом»-602-й мікрорайон, лише по буднім в годину «пік») — зупинка Салтівське шосе знаходиться за 220 метрів на розі Салтівського шосе та Проспектом Льва Ландау.
- Маршрут № 31 (Ст. метро «Турбоатом»-вул. Наталії Ужвій) — зупинка Салтівське шосе знаходиться за 220 метрів на розі Салтівського шосе та Проспектом Льва Ландау.
- Маршрут № 35 (вул. Одеська-вул. Наталії Ужвій) — зупинка Салтівське шосе знаходиться за 220 метрів на розі Салтівського шосе та Проспектом Льва Ландау.
- Маршрут № 63 (Ст. метро «Академіка Барабашова»-Залізнична станція «Основа», лише по вихідних з 7 до 16 години) — зупинка Салтівське шосе знаходиться за 220 метрів на розі Салтівського шосе та Проспектом Льва Ландау.

### Метрополітен
- Ст. метро «Академіка Барабашова» — за 2 120 метрів від перетину вулиці з вул. Івана Камишева.

### Маршрутні таксі
- Маршрут № 11 (Григорівське шосе-602-й мікрорайон) — зупинка проспект Льва Ландау знаходиться за 130 метрів від початку вулиці на розі Салтівського шосе та вул. Фісановича.
- Маршрут № 211 (602-й мікрорайон-вул. Власенка) — зупинка вулиця Леоніда Бикова знаходиться безпосередньо на розі з вулицею Ахієзерів.
- Маршрут № 231 (Ст. метро «Центральний ринок»-проспект Льва Ландау) — зупинка Вулиця Самсонівська знаходиться в 130 метрах від початку вулиці на розі Салтівського шосе та вул. Фісановича.
- Маршрут № 233 (Ст. метро «Ярослава Мудрого»-проспект Льва Ландау) — зупинка Вулиця Самсонівська знаходиться в 130 метрах від початку вулиці на розі Салтівського шосе та вул. Фісановича.
- Маршрут № 279 (вул. Власенка-вул. Світла) — зупинка проспект Льва Ландау знаходиться за 130 метрів від початку вулиці на розі Салтівського шосе та вул. Фісановича.